# Löwenvolde
Löwenvolde eller von Löwenvolde är en baltisk uradlig adelsätt av tyskbaltiskt ursprung. Ätten är känd från 7 december 1299 med dominus Johannes, miles, dictus de Levenwalde i Dorpats biskopsdöme. Ätten har liknande heraldiskt vapen och gemensamt ursprung med ätterna Engdes (von Engdes) och Wrangel.
Vapen: en silversköld vari en tinnskuren mur i fyra varv, det översta varvet med två skotthålsöppningar. 

## Släkttavla
1. Jacob von Löwenwolde, av Malla och Paddas, gift 1) med Margaretha von Rosen af Kalzenau och 2) med Sophia von Fürstenberg av Rayküll.Med en eller båda hustrur:
  1. Johann (Hans) von Löwenwolde, nämnd 1495, död före. 1507.
  2. Jakob von Löwenwolde, nämnd 1510/1559, av Malla och Paddas, gift med Maria von Dönhoff av Allo.
  3. Johann von Löwenwolde, död omkring 1557.
    1. Tönnies von Löwenwolde av Paddas, död omkring 1586.
    2. Jakob von Löwenwolde, död 1557, m. Maria Berner (kn. 26 Feb 1588).
      1. Gerhard von Löwenwolde, nämnd 1597-1603.
      2. Tönnies von Löwenwolde, nämnd 1593/1605, of Paddas, m. Anna von Tiesenhausen, daughter of Heinrich von Tiesenhausen of Staren and Odensee (d. aft. 1556) and his wife Anna von Rosen of Pernigel.
        1. Tönnies von Löwenwolde, död omkring 1619, of Paddas, m. 1stly to Anna von Tiesenhausen, daughter of Wolter von Tiesenhausen of Rösthof (d. bef. 1599) and his wife Sophia von Tiesenhausen of Randen; m. 2ndly to Margaretha von Zweiffeln (in her 1st marriage, m. 2ndly Heinrich von Ungern of Fistehl [d. bef. 1619]), daughter of Bernhard von Zweiffeln of Wallgell (killed in action bef 1626 in Russia) and his wife Dorothea von Wrangell of Adinal.
        2. Gerhard von Löwenwolde av Malla, Ruhde, Lugden, and Ilmazal, död 1646, gift med 1) Gertrud von Patkul, daughter of Jürgen von Patkul av Jaunekalpen (död före 1594) och Gertrud von Zweiffeln; 2) med Anna Katharina von Hundertmark-Spannberg (i hennes första gifte, 2) med Gotthard Welling av Jewe).
          1. Johann von Löwenwolde Lugden and Ruhde, död före 1668, gift med Sophie Elisabeth von Derfelden, dotter till Johann von Derfelden av Klosterhof, svensk amiral (död 1633) och hans hustru Elisabeth von Platen av Felix. Från detta äktenskap stammar den Livländska grenen Lugden-Rappin.
          2. Margarethe von Löwenwolde, född 1603, d. 31 May 1661, m. 1626 to Heinrich von Klebeck of Lasdohn.
          3. Anna von Löwenwolde, född 1608, m. Caspar von Ermes av Kokenberg(död  före 1649), svensk överste.
          4. Christoph Bernhard von Löwenwolde av Malla, svensk kapten, gift med Isabella Urquhart, dotter till svenska översten John Urquhart från Skottland och hans hustru Isabella Kenmure-Gordon.
            1. Anna Margarethe von Löwenwolde, gift med Joachim Friedrich von Löwenwolve av Jimazal (död före 1711).
              1. Gerhard Johann von Löwenwolde av Malla, begravd 26 april 1723 i Dorpat, gift 1680 i Reval med Magdalene von Löwen, dotter till Georg Johann von Löwe av Lode (död 1681) och hans hustru Barbara Dorothea von Fersen av Rayküll.
                1. Charlotte von Löwenwolde, gift med baron Berend Friedrich von Schlippenbach av Alt-Bornhusen (död före 1745).
                2. Gustav Reinhold von Löwenwolde, greve av Maart och Kostifer, född 1693, död 22 juli 1758 i Sfolikamsk, rysk greve  av Rappin, ägde godsen Burtneck, Zarnau, Bauenhof, Willenhof, Kaster och Mojahn i Livland.
                3. Karl Gustav von Löwenwolde, greve av Malla, Tolsburg, Ajasch, Rappin, Dickel, död 30 april 1735 i Rappin, of Malla, m. Charlotte von Rosen (d. 1782), heiress of Klein-Roop, dotter till Otto Johann von Rosen (död 1709) och hans hustru Anna Margarethe von Rothausen.
                4. Friedrich Casimir von Löwenwolde, död efter 1769, greve och general.

        3. Elisabeth von Löwenwolde, gift 1) med Anton Kantelberg, känd 1595, gift 2) med Christoffer von Wolfframsdorff.
        4. Anna von Löwenwolde, känd 1619.

      3. Caspar von Löwenwolde, känd 1600.
      4. Hans von Löwenwolde, känd 1597, död omkring 1619.
      5. Anna von Löwenwolde, känd 1619.
2. Eilart von Löwenwolde, känd 1531.
3. Elsebe von Löwenwolde, känd 1531.
4. Mechtilde von Löwenwolde, känd 1533/1540, m. Johann von Dücker of Haselau in Livonia (död före 1533).
5. Magdalena von Löwenwolde, gift med Johann von Hastfehr av Kattentack (känd 1529).

## Rysk grevlig ätt år 1726
1726 upphöjdes bröderna Karl Gustav von Löwenwolde och Gustav Reinhold von Löwenwolde till ryska grevar. Alla tre bröderna avled barnlösa. 

## Tysk riksgrevlig ätt år 1730
Tredje brodern Friedrich Kasimir von Löwenwolde upphöjdes 1730 i Wien till tysk riksgreve, och efter hans död fick en anförvant och arvtagare, Christian Friedrich Nordhosen 1769 i Wien tillstånd att föra grevarna von Löwenwoldes vapen, med namnet Nordhosen, Graf von Löwenwolde und Malla. Vidare ättlingar är inte kända.
Vapen: Det riksgrevliga vapnet var 1740 en kvadrerad sköld belagd med ättens stamvapen i hjärtsköld, men med översta varvet av tinnar belagt med en Furstehatt. Fält nummer 1 och 4 i krönt svart krönt dubbelörn i sköld av silver. Fält 2 och 3 ett tillbakagående svärdsvingande rött krönt lejon i guld.

## Friherrlig ätt år 1854
1854 gavs rätt till Baronstitel för Gerhard Ludwig Baron von Löwenwolde (1780-1872) i Dorpat, arvherre till Pallamois, Russa, Paulenhof, Wöbs, Neu-Kirrumpäh och Neu-Koiküll, Pantherre av Alexandershof. Med honom utgick ätten officiellt, men hans illegitima barn fick genom en urkund av senaten i Fria staden Danzig från 1939 rätt att bruka namnet Loewenwolde och räknades som adliga.
Vapen: samma som stamvapnet; en silversköld vari en tinnskuren mur i fyra varv, det översta varvet med två skotthålsöppningar.